# Garth (tira de prensa)
Garth fue una tira de prensa publicada en el periódico británico Daily Mirror desde el 24 de julio de 1943 hasta el 22 de marzo de 1997, además de haber sido sindicada para su distribución en otros muchos medios. La serie narra las hazañas del personaje homónimo, un héroe inmensamente fuerte que lucha contra diversos villanos a través del mundo y diferentes épocas.

## Lista de episodios
| - "Garth" - "Children Of The Dawn" - "The Island Laboratory" - "The Seven Ages Of Garth" - "The Saga Of Garth" - "The Awakening Of Garth" - "The Quest Of The 'G' Ray" - "Garth vs The Brain" - "Into The Abyss" - "Olympic Champion" - "Wonder Women" - "Man Hunt" - "Selim The Slayer" - "Garth And The Glove Game" - "Journey To Jason" - "Space Time Traveller" - "The Phantom" - "Pharaoh" - "Wings Of The Night" - "Space-Time Travels" - "Flight Into The Future" - "Invasion From Space" - "Warriors of Krull" - "Garth in Hollywood" - "The Return of Malveno" - "The Golden Sphere - "The 13th Man" - "The Stone Of Soloman" - "The Fantastic Doctor Quyn" - "The Hand of Attila" - "The Last Goddess" - "The Captive" - "The Sorcerer" - "The Mask of Chang Ku" - "Crystals of Camelot" - "The Big Game" - "The Living Mountain" - "The Long Sleep" - "Warrior World" - "The Static Zone" - "When Venus Was Born" - "The Hounds Of Skarn" | - "The Islands Of Kaa" - "The Troll" - "The Golden Slayer" - "The Rebels" - "The Teenager" - "The Big Joker" - "The Time Couriers" - "The Invaders" - "The Brain" - "The Night of The Knives" - "Lord of The Computers" - "The Wakening" - "Wrath of Venus" - "The Gledig Miracle" - "The Time Lock" - "The Web Of Dionara" - "Mind Destroyers" - The Rohan Legend" - "Playboy of Space" - "These Men Are Mine" - "Exiles" - "Hell Ship" - "The Brain Voyagers" - "The Syndicate" - "Journey Into Fear" - "Sundance" - "The Cloud Of Balthus" - "The Orb Of Trimandias" - "The Wolf Man Of Ausensee" - "People of The Abyss" - "The Women of Galba" - "Ghost Town" - "The Mask of Atacama" - "The Wreckers" - "The Beast of Ultor" - "Freak Out To Fear" - "Bride of Jenghiz Khan" - "The Angels of Hell's Gap - "The Doomsmen" - "The Bubble Man" - "The Beautiful People" - "The Spanish Lady" | - "The Man-Hunt" - "Ship of Secrets" - "Mr. Rubio Calls" - "Sapphire" - "Finality Factor" - "Power Game" - "The Long Sleep" - "Voyage Into Time" - "The Fisherman" - "Mind Stealers" - "Citizen Mundo 14500" - "The French Woman" - "The Forgotten" - "The Iron Maidens" - "Legion Of The Damned" - "Make Your Play" - "Day of Anger" - "The Space Mods" - "Seek and Destroy" - "The Bombers" - "Hunters" - "Merchants of Terror" - "Hammer of Thorwald" - "Sammy" - "La Belle Sauvage" - "Tell No Tales" - "Lords of Space" - "Winning Is All" - "Whose Finger on the Button?" - "This Land Is Mine" - "Tigress" - "Comet of Doom" - "Return to Thule" - "Sage of Eadon" - "Brotherhood of Blood" - "Vengeance of Venn" - "Outlaws" - "Super-Hero" - "The Great Beast" - "The Gallant and the Gray" - "The Don's Daughter" - "In the Beginning" | - "Body Swap" - "Beyond The Dreamtime" - "Venus Trap" - "Takeover UK!" - "Scourge of God" - "The Doll Master" - "Swordsman Of Subucus" - "The Chiller Connection" - "Dancing Queen" - "Dark Side" - "Treasure at Colchis" - "Bedside Manor" - "Apache Moon" - "The Iceman Cometh" - "Hell-Fire" - "Blood Sport" - "Man on the Edge" - "The Killing of Rusty O'Roare" - "Twin Souls" - "Viva El Garto!" - "Return to the Static Zone" - "Warlord" - "Champions" - "Nightmare in Paris" - "Days of Doom" - "Twilight World" - "Stag Night" - "Devil Woman" - "Home Run" - "Sub Mission" - "Bigfoot" - "Railhead" - "Room 202" - "Mistress Orange" - "Nasuanna" - "Sal's Island" - "The Picture" - "Dam Drivers" - "Z File" En los comic books de The Daily Mirror Book for Boys: - "Garth in Space" (1970) - "Double Diamonds" (1971) |

## Publicación en español
La serie apareció por primera vez en español en la revista argentina Aventuras, a principios de los años cincuenta. Al público español fue presentada en la revista "Bumerang" de Nueva Frontera en 1979.